# Les Lye
Leslie Earnest Lye (* 18. November 1924 in Toronto, Ontario; † 21. Juli 2009 in Ottawa, Ontario) war ein kanadischer Schauspieler.

## Leben
Lye schloss sein Studium an der University of Toronto mit einem Bachelor of Arts ab. 1948 zog er nach Ottawa und wurde dort als Radiosprecher engagiert. Innerhalb der nächsten zehn Jahre wurde er zu einem der populärsten Radiomoderatoren des Landes. Ab 1958 arbeitete er für das Fernsehen, zunächst bis 1961 als Co-Moderator der Talkshow Contact.
Ab 1966 führte er insgesamt 22 Jahre lang zusammen mit Bill Luxton durch die Kindersendung Uncle Willy & Floyd. Von 1979 bis 1990 moderierte er 143 Folgen der Kindersendung You Can't Do That On Television. Daneben war er auch als Synchronsprecher von Zeichentrickfilmen tätig, unter anderem in einer Folge von Die Raccoons und in zwei Serienspecials aus der Die-Glücksbärchis-Reihe.

## Filmografie (Auswahl)
- 1979: You Can't Do That on Television
- 1979: Whatever Turns You On
- 1983:  Die Glücksbärchis im Land ohne Gefühle
- 1983: UFO Kidnapped
- 1984: Die Glücksbärchis gegen die Gleichgültigkeitsmaschine
- 1985: Rumpelstiltskin
- 1985: Turkey Television
- 1985: Die Raccoons
- 1986: Babar and Father Christmas
- 1987: The Adventures of Teddy Ruxpin